# Tatra 603
Tatra 603 — представницький легковий автомобіль, що виготовлявся у Чехословаччині протягом 1955—1975 рр. Було випущено всього 20422 екземплярів.
Автомобіль призначався для вищих партійних та політичних керівників держав Варшавського договору та дружніх їм країн.
Проте одиничні екземпляри були продані і в інші країни.
У Радянському союзі на Tatra 603 чорного кольору їздили виключно заступники голови КДБ СРСР.
Біла Tatra 603 з потужнішим кондиціонером була у Фіделя Кастро.

## Історія
У 1952—1954 рр. за власною ініціативою інженери Tatra на чолі з дизайнером Франтішеком Кардаусом (автор дизайну вантажівок Tatra 138 та трамвайних вагонів Tatra T3) та конструктором Владіміром Попеларом розробляли легковий автомобіль Valuta. Над ним працювали у вільний від офіційної роботи (розробки тролейбуса Tatra T400) час. Шансів реалізувати легковик практично не було.

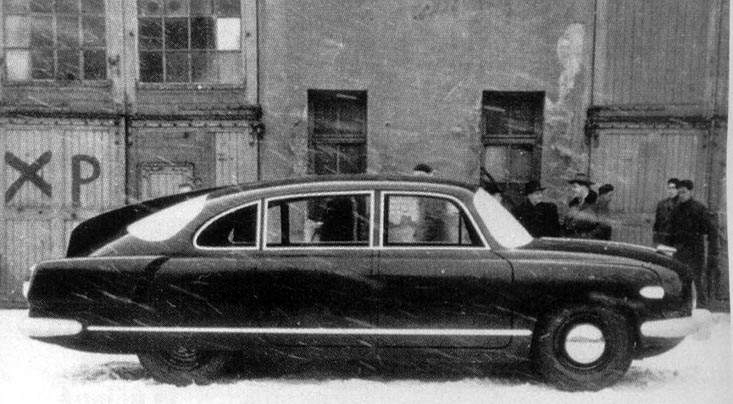
Макет у масштабі 1:1 (1955 р.)

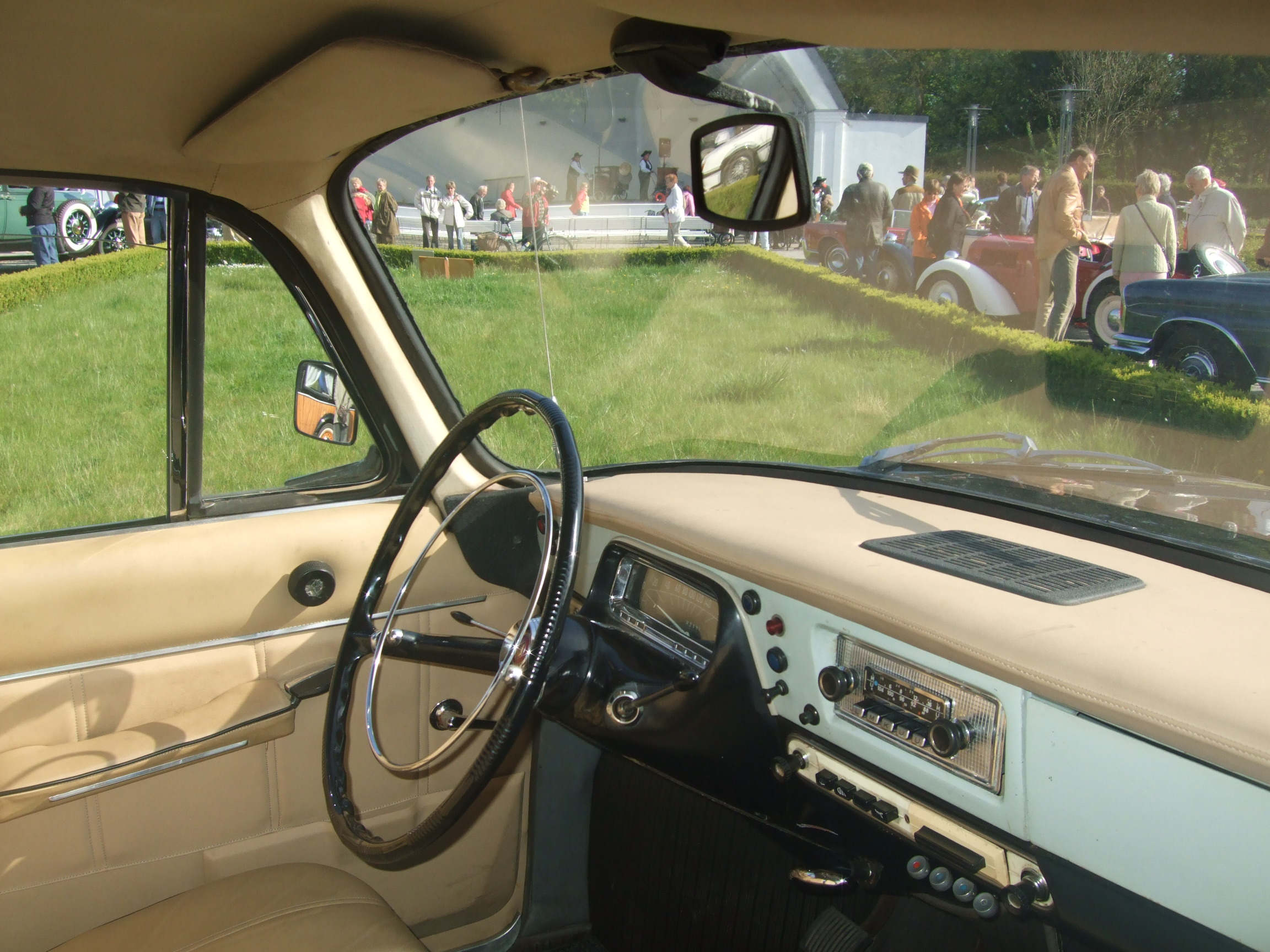

Однак один з тодішніх міністрів Вацлав Копецкий, шанувальник легкових Tatra, у 1954 р. звернувся до ЦК Компартії Чехословаччини з пропозицією відновити випуск престижних легкових автомобілів вітчизняного виробництва. Крім того в рамках РЕВ вищі партійні керівники соціалістичних країн мали забезпечуватись тільки радянськими ЗИСами та ЗИМами, котрих постійно не вистачало.
У результаті завод Tatra отримав завдання до 31 грудня 1954 р. розробити легковик схожий по габаритам з радянським ЗИМом, оснащений 8-циліндровим двигуном об'ємом 3,5 л та повітряним охолодженням.
Провідним конструктором став Юліус Мацкерле, представник «старої гвардії» інженерів, що працював з Гансом Ледвінкою — автором довоєнних автомобілів Tatra та засновником головних технічних рішень, що зробили марку легендарною (на легковиках — аеродинамічні кузова, середнє розташування двигуна, на вантажівках — хребтова рама, дизельні двигуни з повітряним охолодженням і т. д.).
Оскільки створити новий автомобіль за рік складно, вирішили використати напрацювання по проекту Valuta. Це дало змогу швидко створити новий кузов (в його доведенні брав участь дизайнер Зденек Коварж) та шасі, однак з двигуном були проблеми. Напрацювань по 8-циліндровому 3,5-літровому двигуну не було, тож вирішили застосувати наявний 8-циліндровий двигун меншого об'єму, яким комплектували гоночну Tatra 87-603 й планували оснащувати позашляховики Tatra 805. У документах аргументувалось: «Оскільки розробка нового двигуна займає 4-5 років, на автомобілі будуть встановлюватись двигуни Tatra 603 об'ємом 2550 см³ та потужністю 85 к. с.».
Перші прототипи мали з'явитись до кінця 1955 р., а у наступному планувалось виготовити вже 70 авт., проте у існуючих умовах у 1955 р. виконали всього 1 екземпляр, а у наступному вручну виготовили 9 авто.
Цього ж 1955 р. машину представили на міжнародній виставці у Зліні.
В серію автомобілі пішли в 1957 р, проте в день виготовлялось не більше 2 машин. Рада економічної взаємодопомоги ввела для Чехословаччини обмеження: країна не повинна була виробляти більше 300 представницьких автомобілів у рік.
Tatra 603 представлялась на виставках у Італії, Франції та навіть США (Нью-Йорку).
У цей час у Східній Німеччині виготовлявся представницький Sachsenring P240, а у СРСР виробництво ЗИСів та ЗИМів сягнуло піку. Великої кількості представницьких автомобілів соціалістичним країнам було не потрібно. У результаті РЕВ не без допомоги СРСР висловила побажання звернути виробництво представницьких автомобілів у Чехословаччині чи НДР. У 1958 р. провели порівняльні випробування, котрі виграла Tatra 603, а виробництво Sachsenring P240 припинили. Замість них у Східну Німеччину стали поставлятись Tatra і радянські аналоги.
| Роки            | 1955 | 1956 | 1957 | 1958 | 1959 | 1960 | 1961 | 1962 | 1963 | 1964 | 1965 | 1966 | 1967 | 1968 | 1969 | 1970 | 1971 | 1972 | 1973 | 1974 | 1975 |
| --------------- | ---- | ---- | ---- | ---- | ---- | ---- | ---- | ---- | ---- | ---- | ---- | ---- | ---- | ---- | ---- | ---- | ---- | ---- | ---- | ---- | ---- |
| Кількість, авт. | 1    | 9    | 354  | 576  | 800  | 1220 | 1332 | 1300 | 520  | 527  | 705  | 738  | 800  | 1217 | 1500 | 1451 | 1649 | 1671 | 1664 | 1514 | 874  |

Виробництво Tatra 603 продовжувалось аж до 1975 р. (з 1973 р. виготовлялась паралельно з новою моделлю Tatra 613).

### Спорт

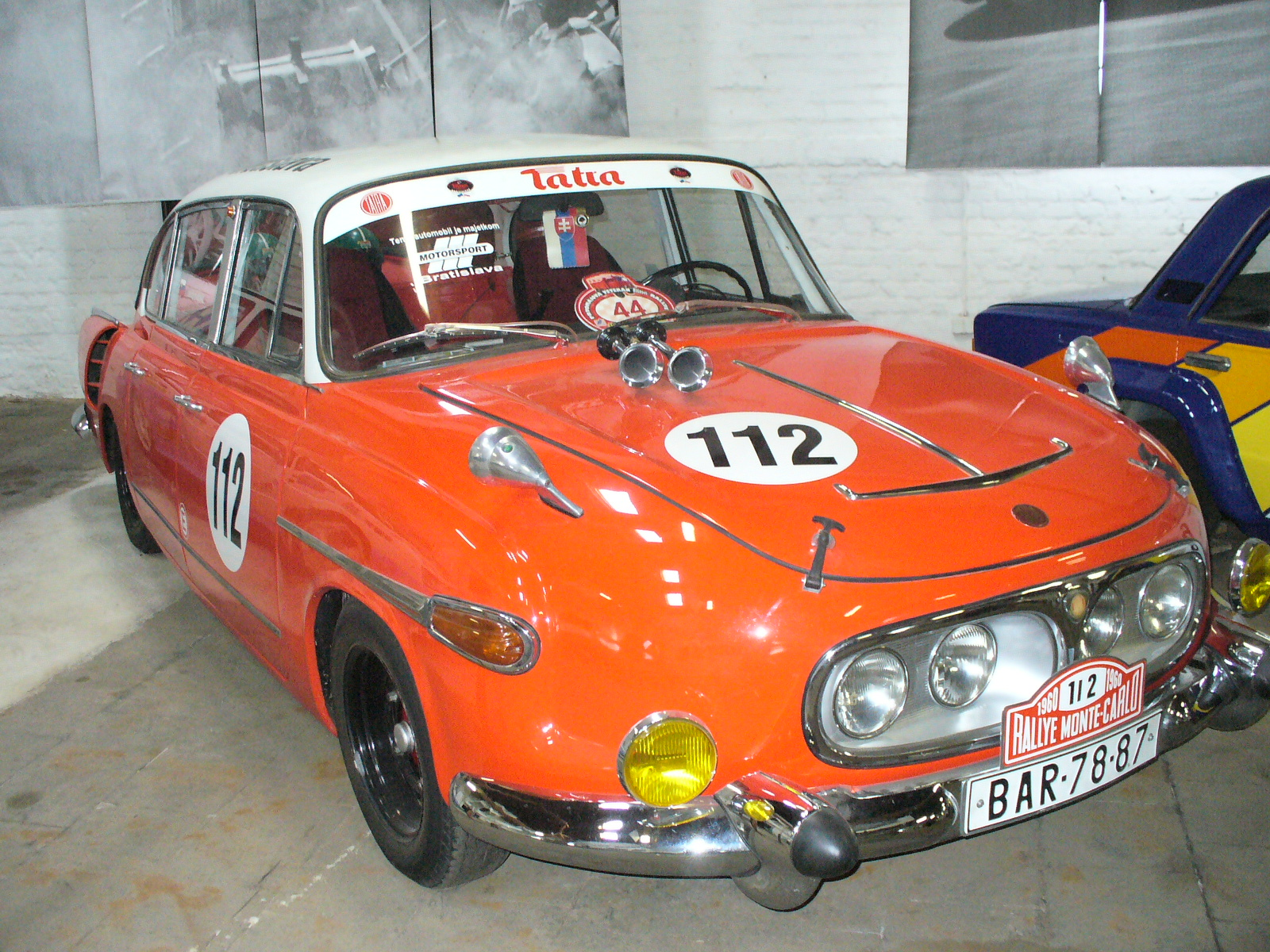
Tatra 603s

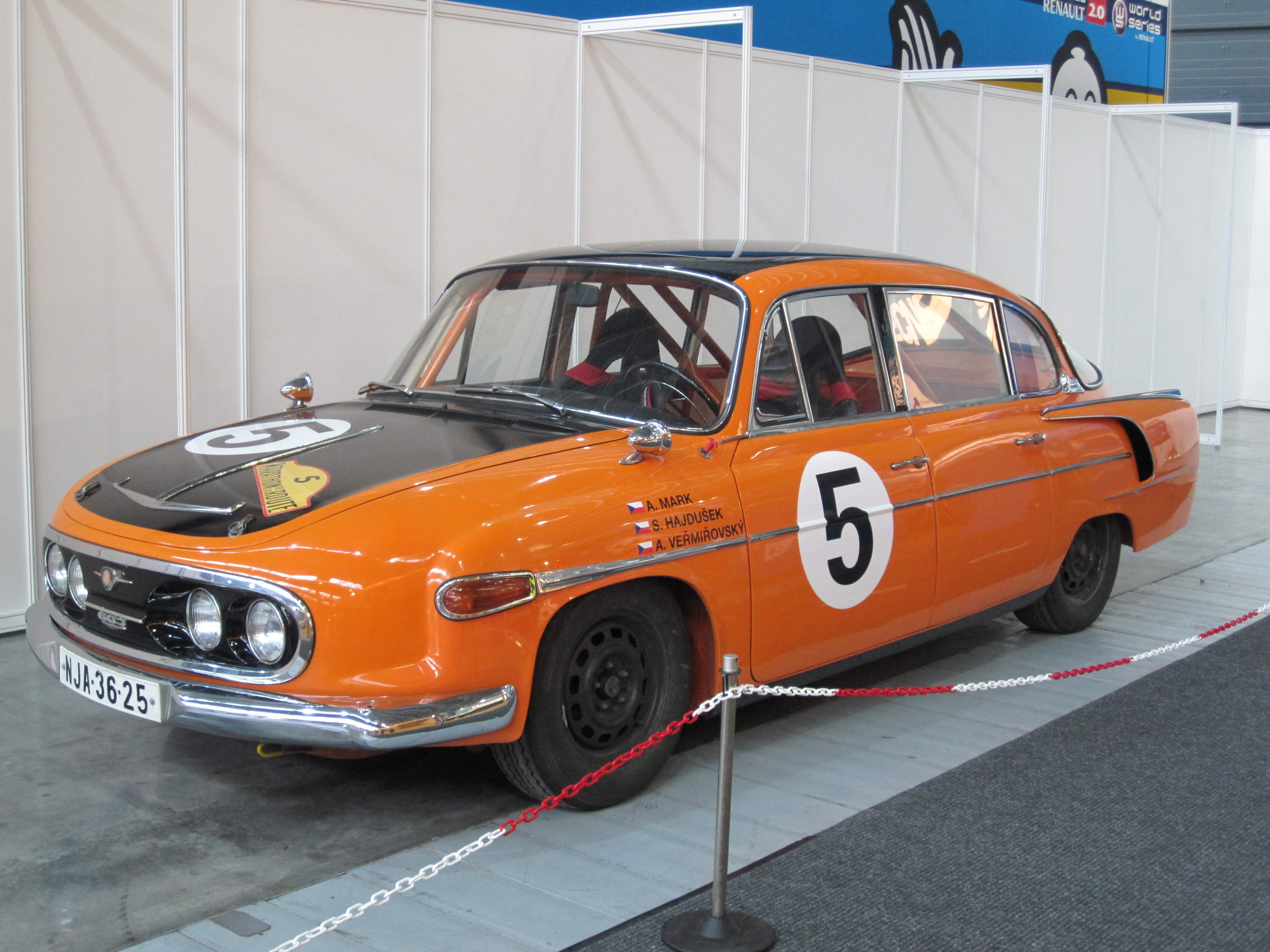
Tatra 603-B5

У 1957—1967 рр. спортивні «Татри 603» взяли участь у 79 гонках, з яких 24 були міжнародними, завоювавши у своєму класі 60 перших місць, 56 других та 49 третіх. Переважно це були майже серійні автомобілі з незначними змінами. Визначними для Tatra 603s (sport) були змагання 1959 р. в Австрії на Альпійський кубок, коли усі три автомобіля, що вийшли на старт завершили гонку, а гонщик Alois Mark зайняв перше місце у своєму класі. Невдовзі ці ж екіпажі вийшли на гонку Rallye Wiesbanen: Alois Mark був визнаний кращим зарубіжним водієм та зайняв третє місце у загальному заліку, пропустивши вперед лише два Mercedes-Benz, а сама Tatra 603s отримала на виставці у Вісбадені «Золоту стрічку» за «стиль, концепцію та елегантність». У тому ж році команда, що виступала на Tatra 603s у гонці Tour de Belgique, зайняла перше місце у командному заліку.
У 1960 р. команда на трьох автомобілях Tatra 603s мала взяти участь у Rally Monte Carlo, але неочікувано зіткнулась з опором з боку Чехословацької спортивної асоціації. Спочатку асоціація хотіла посадити на автомобілі власних гонщиків, але пізніше взагалі заборонила «Татрі» та «Шкоді» брати участь у цих змаганнях. Щоправда, пізніше заборону стосовно «Шкоди» скасували, так як ці автомобілі активно експортувались у західні країни, а «Татра» на старт так і не вийшла.
У 1964 р. на гонку Spa-Sofia-Liège вийшли три екіпажі на Tatra 603s, з яких до фінішу дійшов тільки один, проте зайняв перше місце у своєму класі та п'ятнадцяте у загальному заліку. Всього у цій гонці взяли участь 97 автомобілів, з яких тільки 21 фінішував.
Три екіпажі на Tatra 603GTs брали участь у дорожньому марафоні (Marathon de la Route) 1965 р. — одному з найскладнішим автомобільних змагань. Марафон розпочався у Спа, хоча основна його частина проходила у Нюрбургринзі. Після 82 годин гонки під проливним дощем Tatra зайняли друге та третє місця у своєму класі, й відповідно, третє та четверте місця у загальному заліку. Третя машина не дійшла до фінішу через несправності. При цьому Tatra стала єдиною у категорії GT командою, котра використала на своїх автомобілях серійні шини.
На Marathon de la Route у 1966 р. знову вийшли три екіпажі, однак тоді вони були заявлені у категорії В5, що дозволяла вносити суттєвіші зміни у конструкцію автомобілів. Спеціальна версія Tatra 603-B5 мала двигун, що розганяв її майже до 200 км/год, шини кращої якості, дискові гальма, додаткові спойлери тощо. Проїхавши майже 10 тис. км з середньою швидкістю 110 км/год, гоночні Tatra 603-B5 завоювали перші три місця у своєму класі й з третього по п'яте місця у загальному заліку, забезпечивши команді в цілому перше місце.
В 1967 р. автомобілі черговий раз взяли участь у Marathon de la Route. Але через дуже погану погоду останніх двох ночей фінішувати у даному змаганні зуміли тільки 13 з 43 автомобілів, до фінішу прийшли в тому числі два автомобілі Tatra 603-B5, зайнявши третє та четверте місця у класі й, відповідно, четверте та п'яте у загальному заліку. Один з чеських водіїв, згадуючи цю гонку, прокоментував її так: «Відчуваю, пощастило, що я ще живий».

## Конструкція

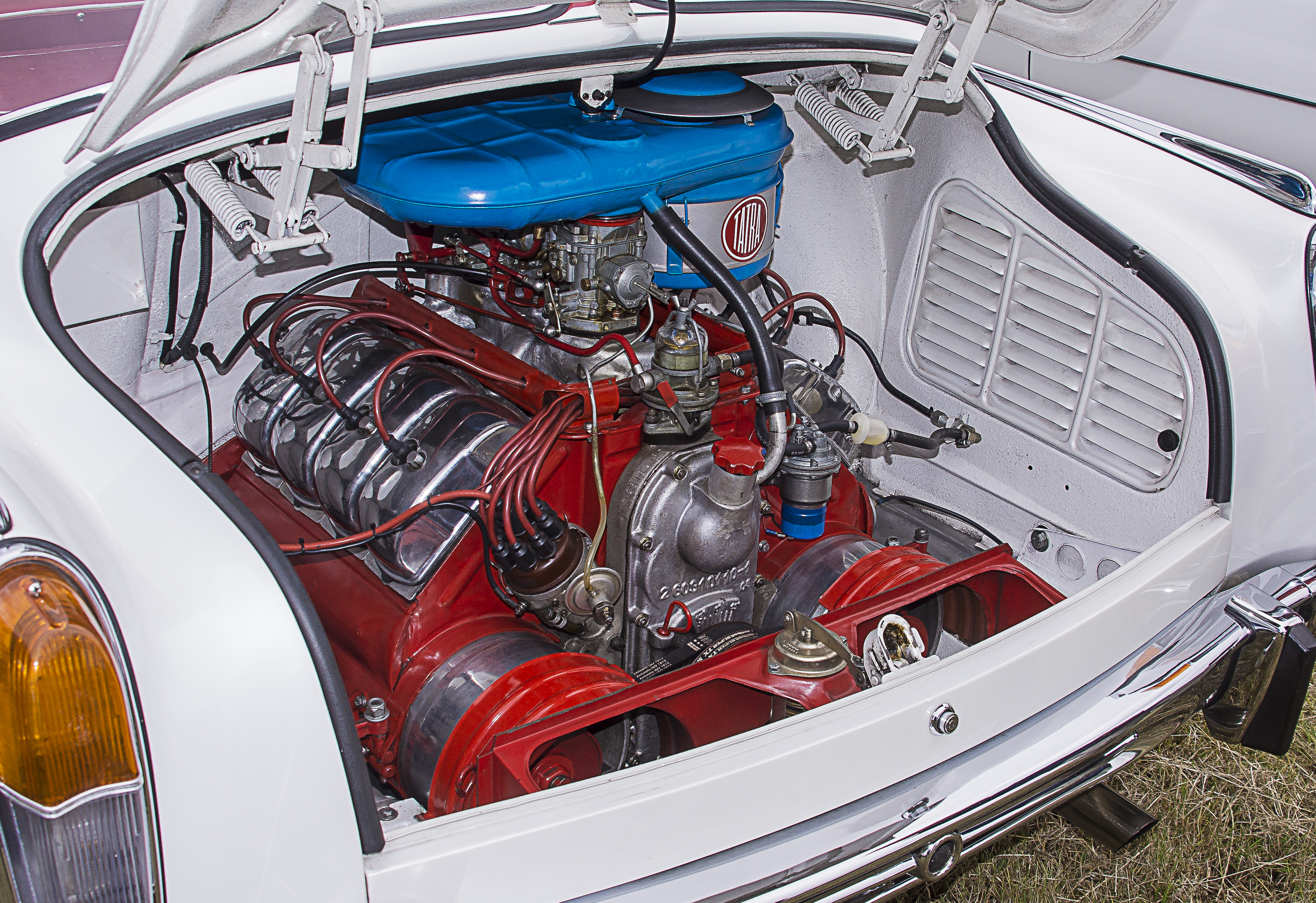
Двигун з повітряним охолодженням

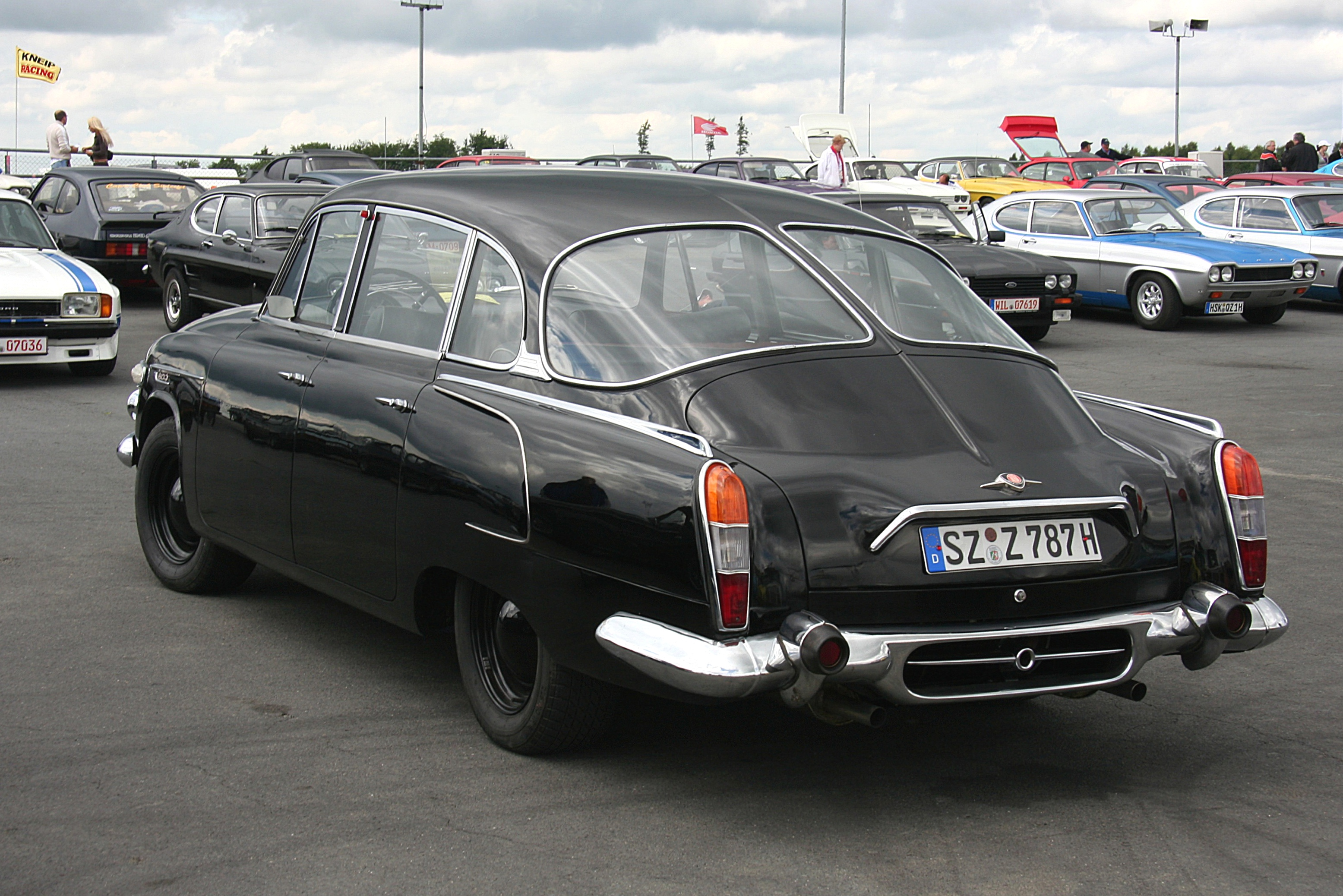
Вид ззаду

Автомобіль відрізнявся незвичним округлим кузовом з центрально розміщеними фарами, панорамними вікнами. Коефіцієнт аеродинамічного опору становив всього 0,36.
Tatra 603 стала першим автомобілем марки з несучим (тримальним) кузовом. Спереду під капотом був багажник, де розташовувалась пара акумуляторних батарей та бензобак. Доступ до запасного колеса був за спеціальною кришкою під переднім бампером.
8-цилиндровий V-подібний двигун (Т603F, об'ємом 2473 см³, потужністю 95 к. с.) розташовувався у задньому звисі. Повітряне охолодження передбачало окремі циліндри та їх головки з ребрами, два осьові вентилятори з приводом від колінчастого вала. Підтримувати оптимальний температурний режим допомагала й система заслінок. При «холодному» двигуні, термостат закривав стулки бокових повітрезабірників, а коли температура у мотовідсіку зростала, стулки автоматично відкривались.
Сумішоутворення забезпечували два карбюратори з падаючим потоком (Jikov 30 SSOP). Камери згоряння — напівсферичні, у кожній головці по два клапана з приводом через штанги та штовхачі від одного розподільчого вала (OHV).
По мірі модернізації двигун зазнавав змін. У 1962 р. при збільшенні діаметра циліндра з 74 до 75 мм, та ступеня стиску з 6,5 до 8,2 та зменшенні ходу поршня з 72 до 70 мм потужність при об'ємі 2474 см³ зросла до 105 к. с. (T-603G).
Коробка передач — механічна 4-ступінчаста працювала разом з сухим однодисковим зчепленням.
Рейковий кермовий механізм не мав підсилювача.
Підвіска усіх коліс була незалежна: передня типу Макферсон, задня — хитні півосі (розробка Tatra).
Гальма Tatra 603 мали барабанні (з 1967 р. дискові) механізми та двоконтурний гідравлічний привід (з 1966 р. з підсилювачем).

## Модифікації

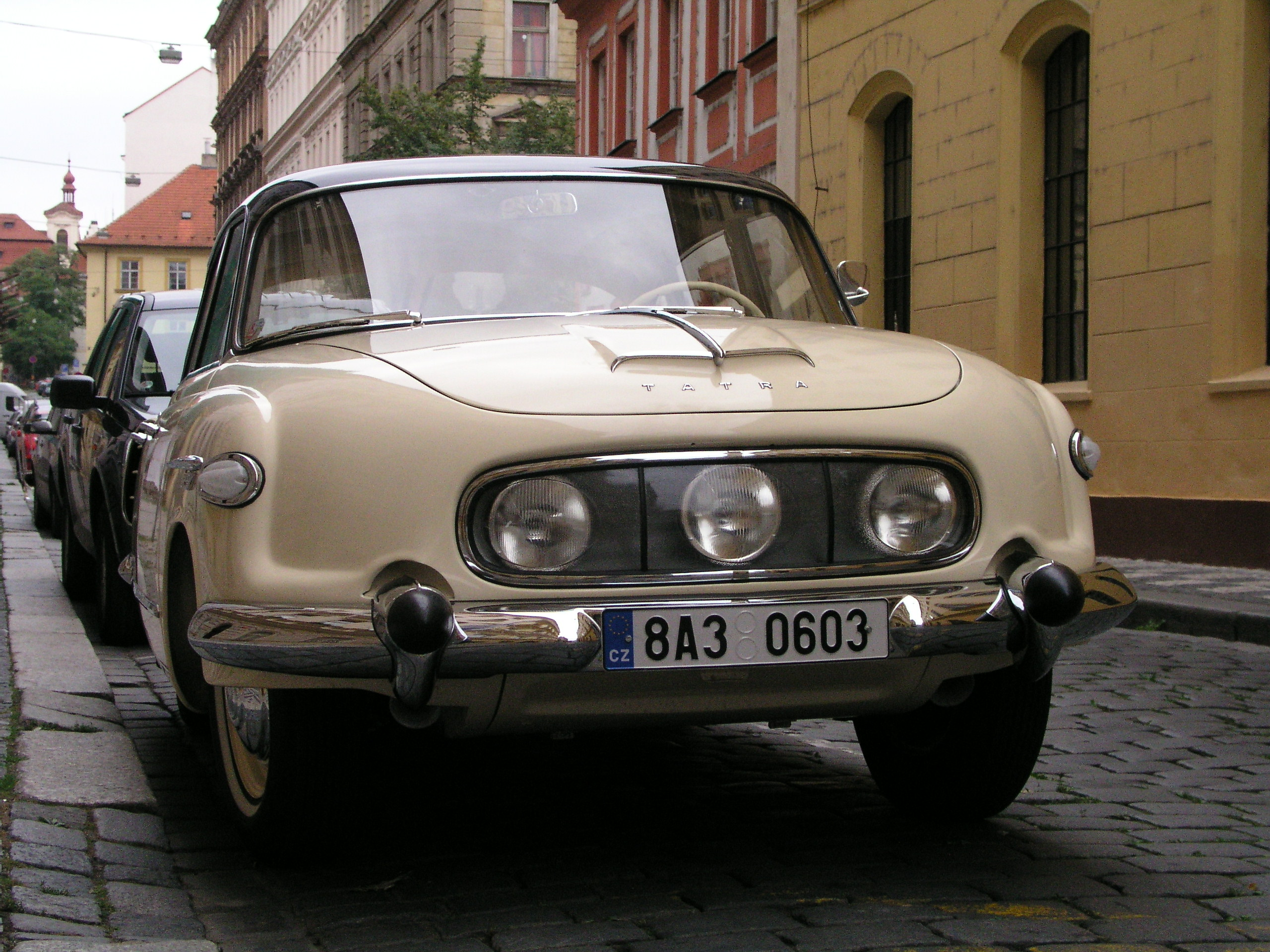
Tatra 1-603

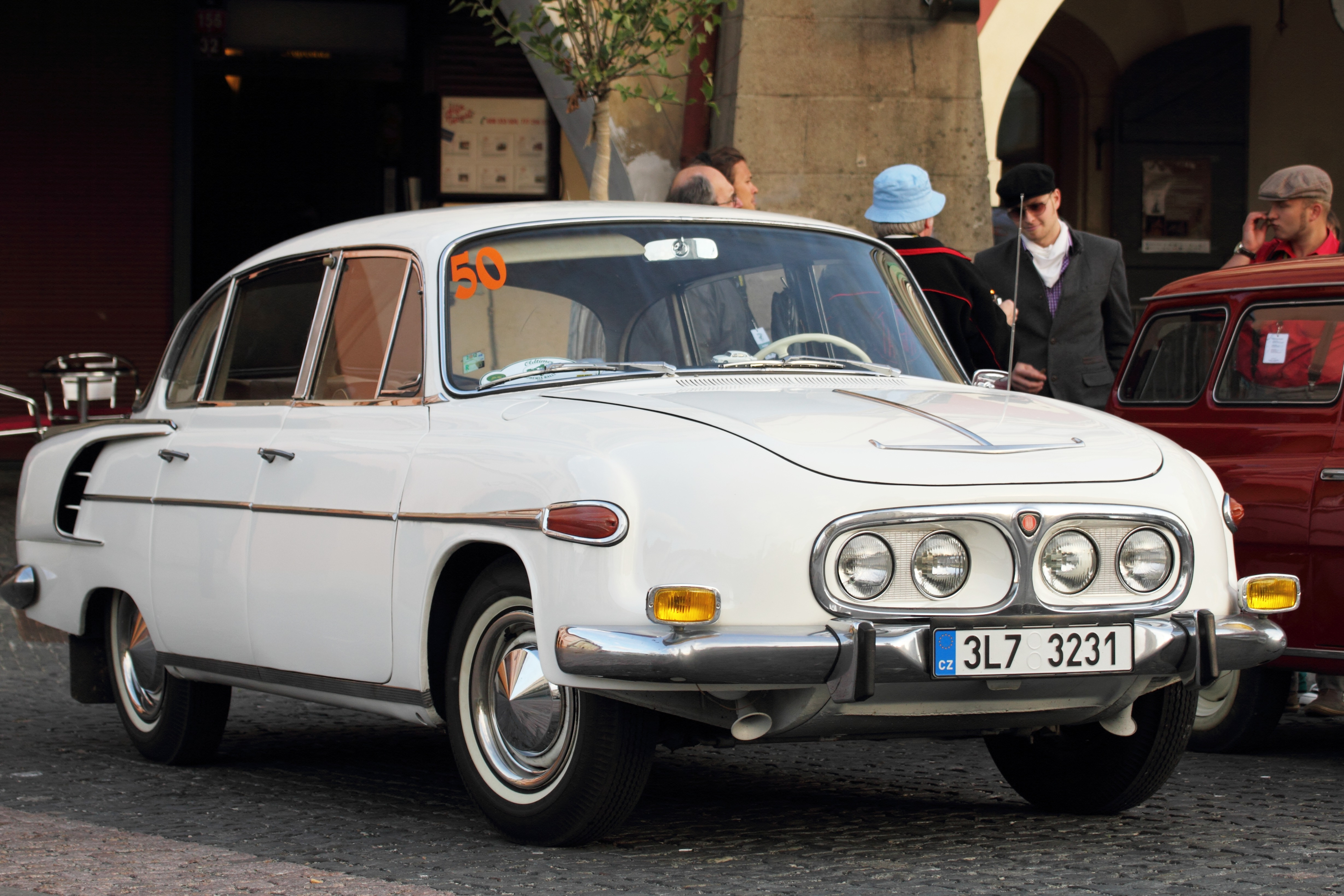
Tatra 2-603

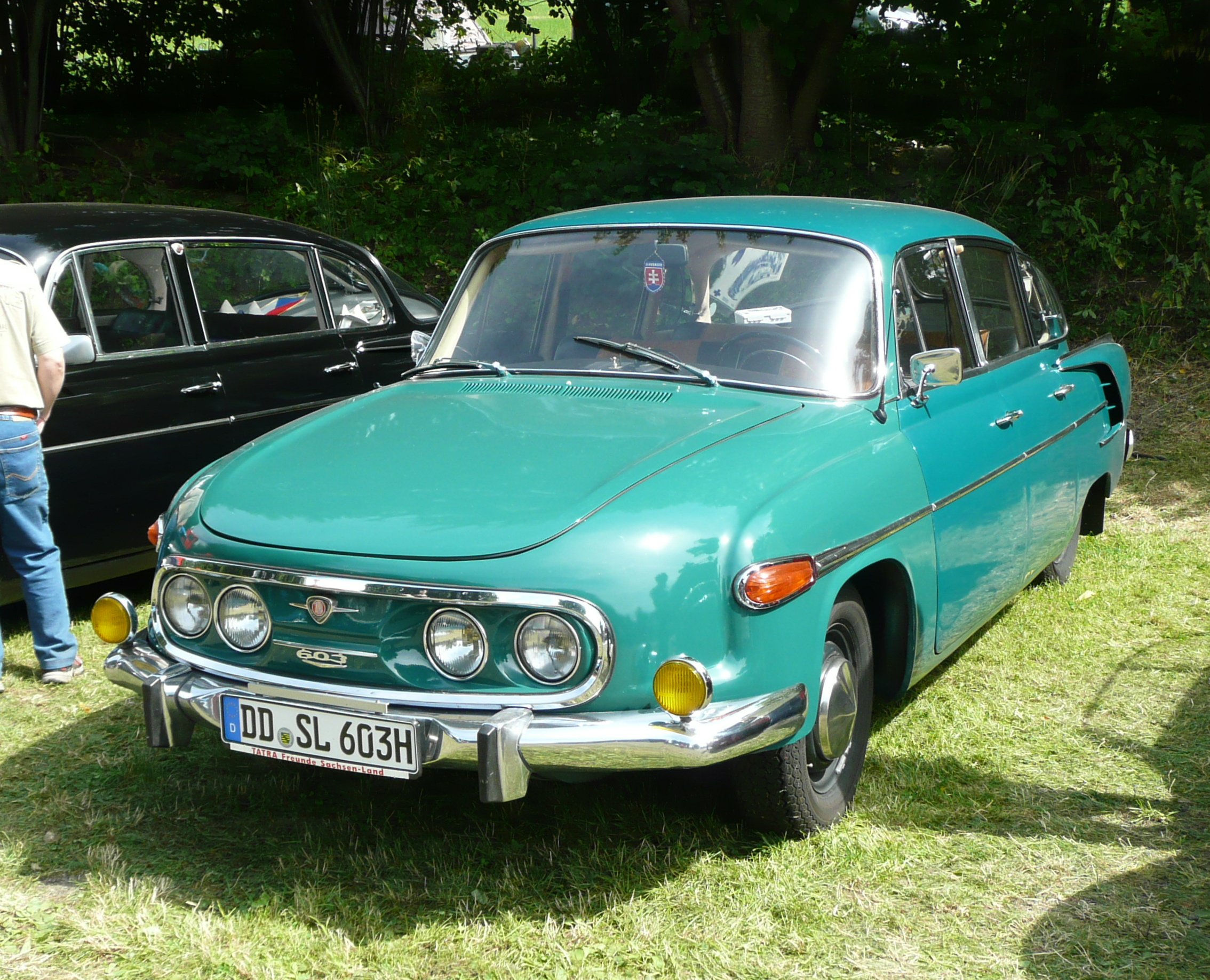
Tatra 3-603

Tatra 1-603 (1956—1962 рр.) мала фари у спільному корпусі. Центральна фара знаходилась дещо попереду та була зв'язана з кермовим механізмом — при повороті керма вона поверталась у аналогічну сторону (ця функція використовувалась на Tatra'х з 1934 р., починаючи з Tatra 77)
Tatra 2-603 (1963—1966 рр.), розроблена у 1961 р. та представлена у 1962 р. на виставці у Брно, мала вже чотири стаціонарні фари. Оновленим був інтер'єр, з'явились ремені безпеки, змінилось оформлення задньої частини кузова. Колія задніх коліс збільшилась на 55 мм, а двигун дещо модернізували (ступінь стиску змінилася з 6,5 до 8,2), збільшивши потужність до 105 к. с. Також з'явилась спортивна версія двигуна — GT, зі ступенем стиску 9,2. У передню підвіску додали стабілізатор. У 1966 р. автомобіль отримав підсилювач гальм, паливний бак більшого об'єму (60 л) та збільшене на 66 мм лобове скло.
Tatra 2-603 (1967—1975 рр.), що неофіційно йменувалась як Tatra 3-603 мала дискові гальма на усіх колесах, видозмінені задні повітрезабірники. У 1973 р. автомобілі отримали гладку кришку багажника, а їх двигун безконтактну тиристорну систему запалювання (вперше у чеському автомобілебудуванні). Автомобіль офіційно вже був 5-місним — з 1968 р. ремені безпеки стали обов'язковими для передніх сидінь легкових автомобілів.
Ідентифікувати кожен екземпляр Tatra 603 досить складно — автомобілі збиралися вручну і комплектувався деталями від різних серій. Крім того кожен автомобіль міг повертатись на завод для капітального ремонту. В результаті більшість автомобілів, що збереглися до наших днів зовні нагадують пізні варіанти («Татра 3-603») незалежно від справжнього року виготовлення.

## Несерійні автомобілі

### Tatra 603 MB

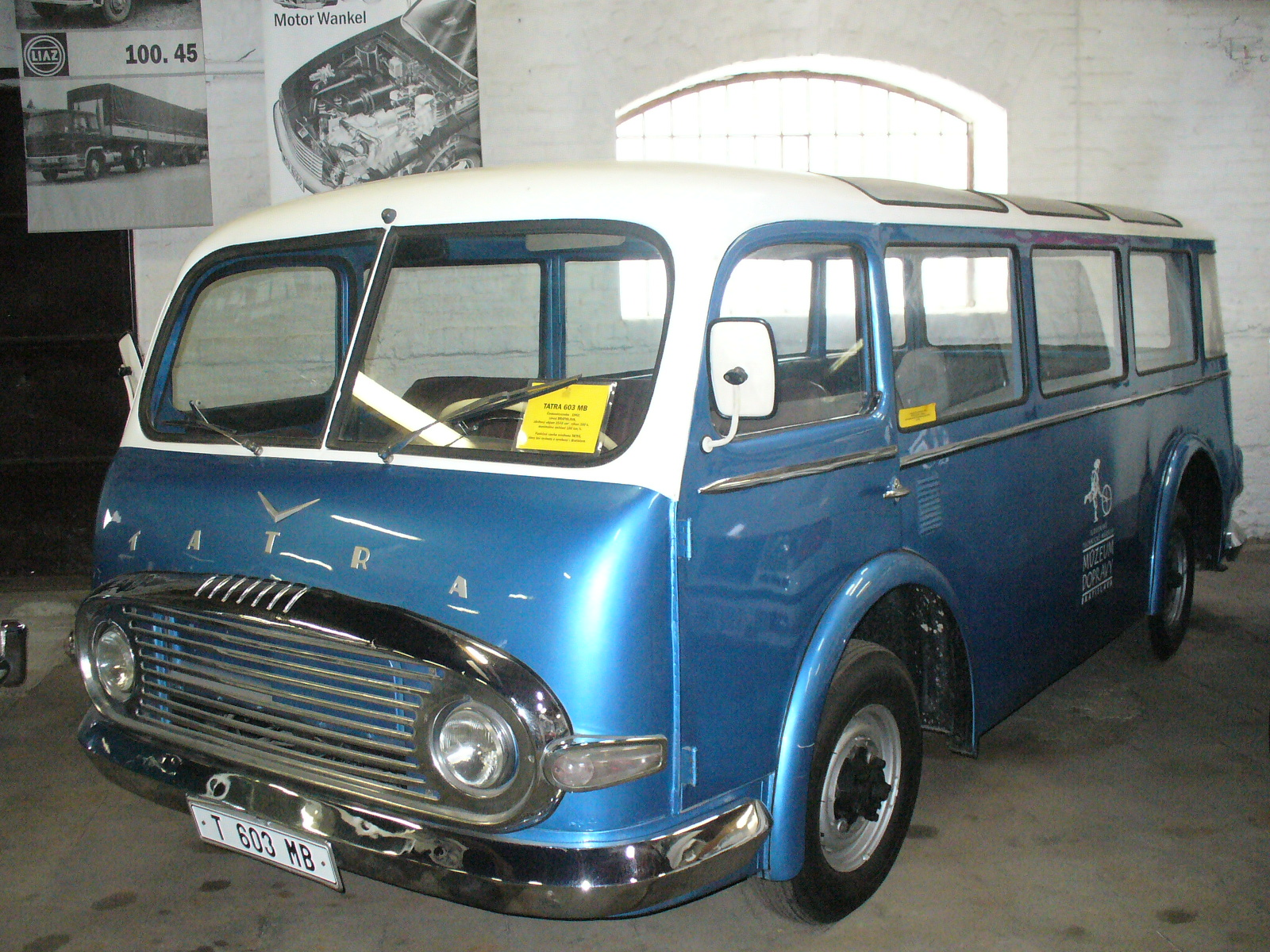
Мікроавтобус Tatra 603 MB у братиславському Музеї транспорту (Словаччина)

Мікроавтобус на агрегатах «Татри 603» був першим самостійним проектом Окремого конструкторського бюро Tatra у Братиславі (словац. Konstrukčné a vývojové stredisko Tatra Bratislava), створеного у 1960 р. Прототип 13-місного (включно з водієм) мікроавтобуса Tatra 603 MB був створений у грудні 1961 р. На відміну від седана він мав передній привід та, відповідно, розміщений над передньою віссю двигун. Повітря для двигуна з повітряним охолодженням потрапляло через решітку у передній частині й виводилося під його днище. А через рік було створене подібне вантажне шасі Tatra 603 NP.
За багатьма параметрами Tatra 603 MB переважала Škod'у 1203, однак у серію пішла остання.

### Tatra 603 А

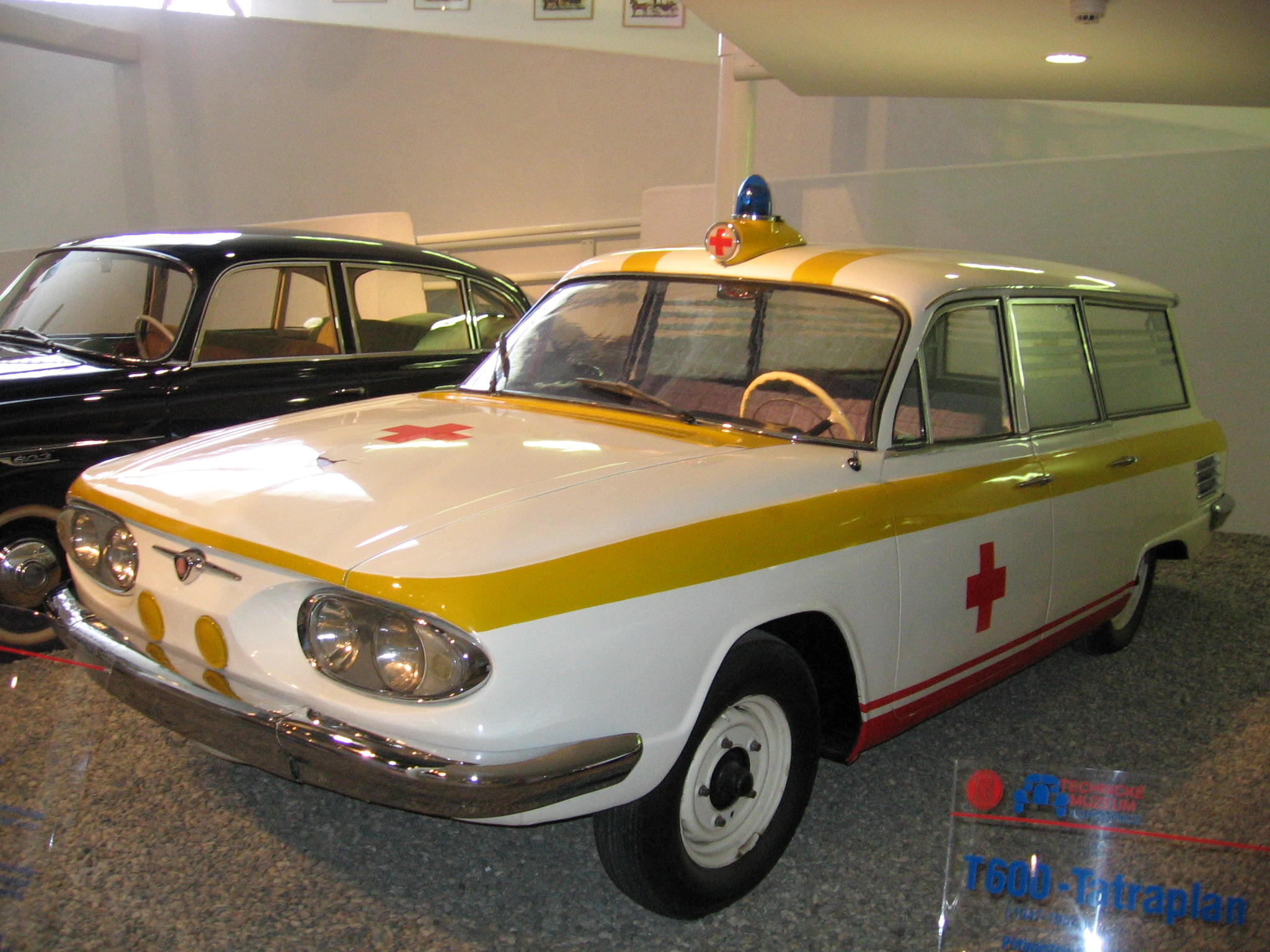
Швидка допомога Tatra 603 А

Наступним проектом вищеназваного конструкторського бюро була розробка нових кузовів для «Татри 603» — седан та універсал. На базі останнього припускалось створення санітарних автомобілів. Тому один з виготовлених у 1962 р. дослідних зразків був виконаний у варіанті швидкої допомоги. Другий прототип мав кузов седан. Автомобілі у серію не пішли, а на даний момент знаходяться у заводському музеї Tatra у Копрживніце.

### Tatra 603 X

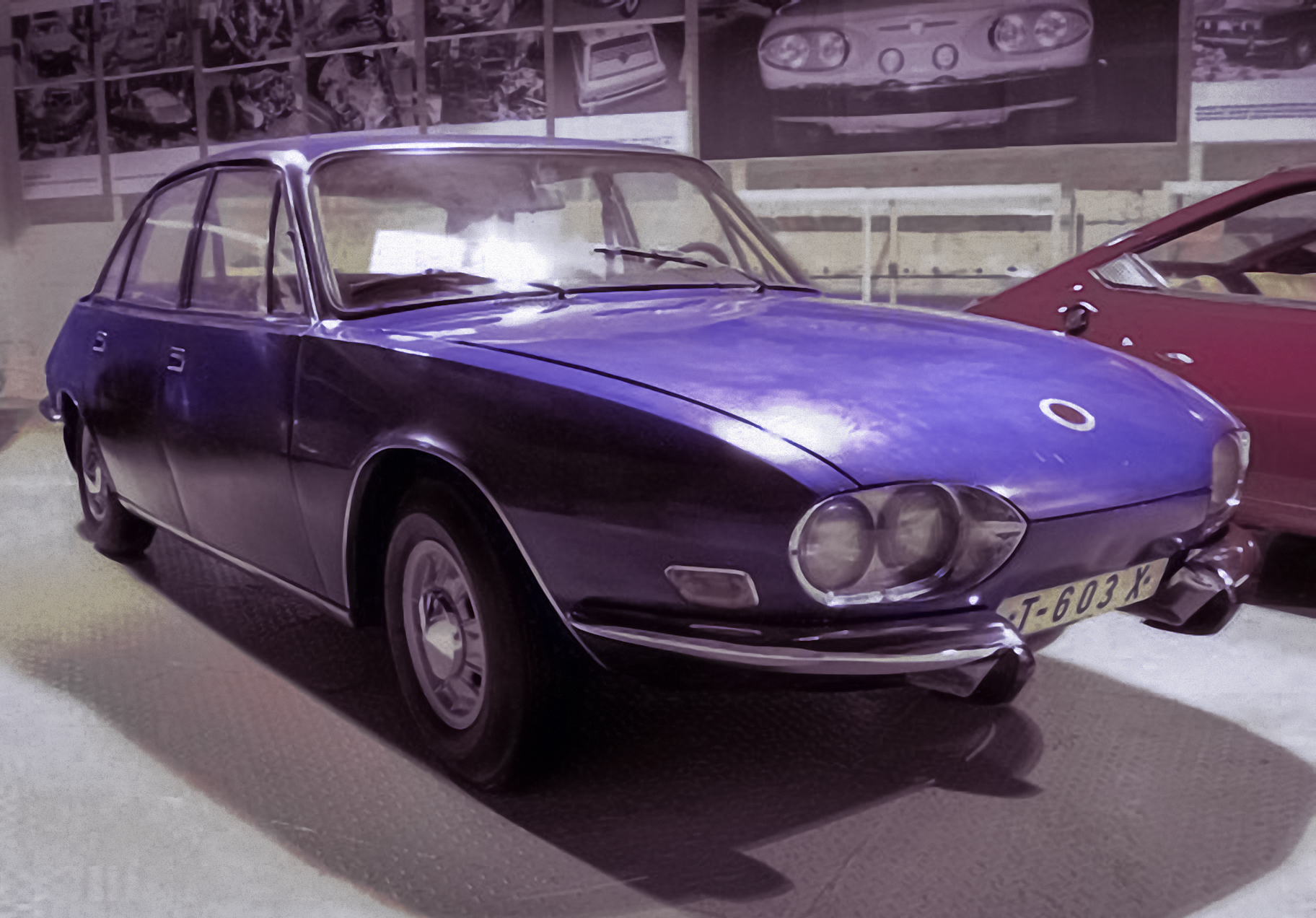
Tatra 603 X у заводському музеї Tatra у Копрживніце

У 1963 р. конструкторське бюро у Братиславі отримало завдання створити дизайн автомобіля для заміни «Татри 603». Протягом кількох років у КБ виконали більше 140 ескізів та 20 макетів оновленої версії Tatra. В результаті у 1967 р. з'явилась Tatra 603 X, що була розвитком конструкції Tatra 603, однак відрізнялась меншими розмірами, а звідси, була менш комфортною. Можливо саме це слугувало приводом відхилення проекту.